# Tvornica Zagorka (Bedekovčina)
Tvornica Zagorka je sklop objekata u općini Bedekovčina.

## Opis
Jezgru graditeljskog sklopa nekadašnje tvornice «Zagorka», koji se prostire na oko 60 000 m2 u samom središtu Bedekovčine, čine zgrada stare ciglane te pomoćne zgrade i skladišta. Zgradu stare ciglane sagradio je 1889. godine zagrebački graditelj Ferdo Stejskal kao dio «Tvornice šamota i cigala braće Stejskal». Poticaj za njezinu gradnju bila je kvalitetna glina, a dodatna pogodnost blizina željezničke pruge izgrađene 1886. godine. Dvadesetih godina 20. stoljeća podignute su zgrade skladišta, a povijesnu arhitekturu danas okružuje recentna izgradnja proizvodnih hala i nove upravne zgrade, sagrađene na mjestu nekadašnjih tvorničkih dimnjaka.

## Zaštita
Pod oznakom Z-2637 zavedena je kao nepokretno kulturno dobro - pojedinačno, pravna statusa zaštićena kulturnog dobra, klasificirano kao "profana graditeljska baština".